# Dolichopeza pygmaea
Dolichopeza pygmaea är en tvåvingeart som beskrevs av Alexander 1928. Dolichopeza pygmaea ingår i släktet Dolichopeza och familjen storharkrankar. Inga underarter finns listade i Catalogue of Life.